# 리쯔지안미술관

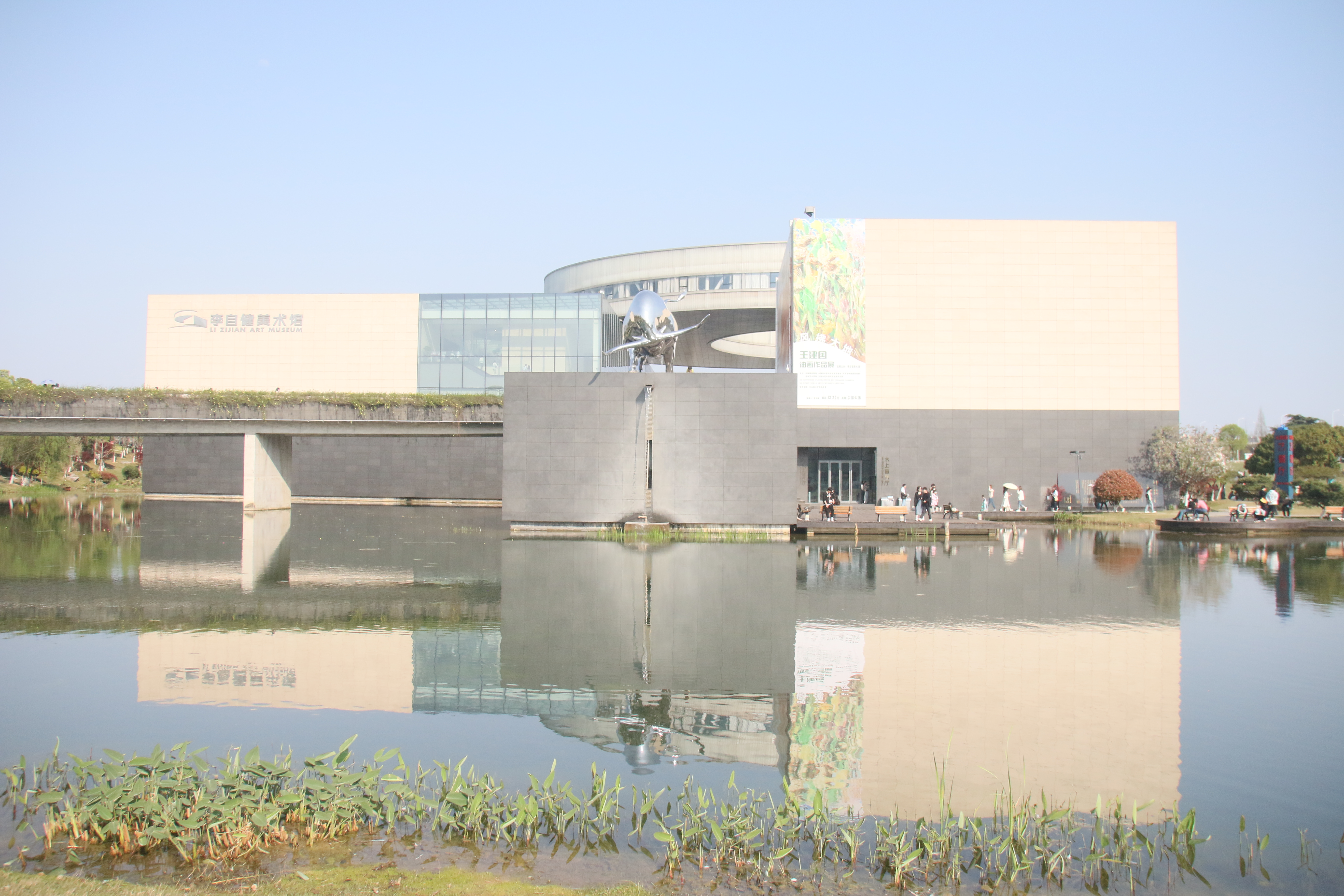
리쯔지안미술관

리쯔지안미술관(중국어: 李自健美术馆, Li Zijian Art Museum)은 중화인민공화국 후난성 창사시 웨루구에 위치한 미술관이다. 양후습지공원, 샹장신구계획전시관과 인접해 있다. 리쯔지안미술관은 후난성에서 가장 큰 사립 미술관이다. 120,000-제곱미터 (1,300,000 ft2)의 면적과 25,000-제곱미터 (270,000 ft2)의 건축 면적을 차지하며 리쯔지안유화전시관(陈西川素描展厅), 천시촨 스케치 전시관陈西川素描展厅), 성윤대사 일획 서예전시관(星云大师一笔字书法展厅), 수중 음악당으로 구성되어 있다.

## 같이 보기
- 셰쯔룽영상예술관